# Gerbilliscus afra
Gerbilliscus afra é uma espécie de roedor da família Muridae.
Apenas pode ser encontrada na África do Sul.
Os seus habitats naturais são: matagal árido tropical ou subtropical e desertos temperados.